# Lestocq Erskine
Lestocq Robert Erskine (6. september 1857 i Edinburgh, Skotland – 29. maj 1916 i Llandrindod Wells, Wales) var en skotsk tennisspiller.
Erskine deltog i de tre første Wimbledon-mesterskaber fra 1877 til 1879. I 1878 nåede han all comers-finalen, hvor han tabte til den senere vinder, Frank Hadow. I double vandt han sammen med Herbert Lawford i 1879 University of Oxfords mesterskab.